# Єдідія Адмон
Єдідія Адмон (Горохов) (івр. ידידיה אדמון; 5 грудня 1894 — 2 квітня 1982) — ізраїльський композитор, який заклав основи ізраїльської музики початку 20 століття, поєднуючи європейські та хасидські елементи поряд з арабськими. Створив багато пісень, у тому числі десятки святкових пісень, які були поглинені ішувом. Лауреат премії Ізраїлю за 1974-1974 роки.

## Біографія
Народився в 1894 році в Катеринославі (нині — Дніпро), емігрував до Ізраїлю в 1906 році. Навчався в педагогічному коледжі під керівництвом Давида Єліна. Співав у хорі Авраама Ідельсона. З початком Першої світової війни разом із сім'єю переїхав до Єгипту, де вступив на службу в британську армію.
Повернувся до Ізраїлю в 1919 році і почав працювати в мандатному уряді старшим бухгалтером. У 1923 році він виїхав до США з метою розвитку кар'єри співака.
У 1926 році повернувся до Ізраїлю. Едмон створив музику для п'єси Кадіша Сільмана «Цариця Естер», з якої пісня «Шошанат Яков» стала народною піснею і співається донині, головним чином на Пурим.
Єдідія Адмон був дуже активним у питанні авторських прав та їх статусу, був одним із розробників перших статутів Ізраїльського товариства композиторів, видавців і авторів, а в 1946 році був обраний його головою, і займав цю посаду до 1958 року.
Першою дружиною Єдідії Адмона-Горохова була Хана Горохов-Адмон, від якої народилося троє дітей. Його другою дружиною стала відома піаністка і викладач фортепіано Ема Горохов. Його третя дружина Естер Адмон, співачка і викладач вокалу.
У 1974 році Єдідія Адмон отримав премію Ізраїлю за творчість свого життя: внесок у співака та культуру на землі Ізраїль.
Помер навесні 1982 року. Похований на Південному кладовищі.
Його іменем названо вулиці в Беер-Шеві та Тель-Авіві (в Рамат-Авіві).